# Ma vie (autobiographie de Bill Clinton)
Pour les articles homonymes, voir Ma vie (homonymie).
Ma vie (titre original : My Life) est une autobiographie du président américain Bill Clinton, publiée le 22 juin 2004 chez Alfred A. Knopf. Clinton retrace dans ce livre son parcours personnel et sa carrière politique, depuis ses origines modestes de l'Arkansas jusqu'à la fin de sa présidence le 20 janvier 2001. L'ouvrage est un succès d'édition avec plus de 2 250 000 exemplaires vendus. 

## Résumé
Le récit de la vie de Bill Clinton se présente sous la forme de différents chapitres organisés de façon chronologique. L'auteur commence par évoquer ses années de jeunesse à Hope, en Arkansas, puis le déménagement de sa famille à Hot Springs où il fréquente l'école locale et apprend à jouer du saxophone — un talent qu'il met par la suite à profit lors de ses apparitions publiques. Intéressé très tôt par la politique, qu'il étudie à l'université, il est élu gouverneur de l'Arkansas et enfin président des États-Unis en 1992. Tout au long du récit, Clinton livre de nombreuses anecdotes sur ses rencontres avec des citoyens ordinaires.
L'ancien président explique avoir beaucoup écouté, dans sa jeunesse, les histoires racontées par les membres de sa famille, qui lui ont appris la chose suivante : « personne n'est parfait, mais la grande majorité des gens ne sont pas mauvais ; on ne doit pas juger ses semblables sur leurs pires moments ni sur leurs plus grandes faiblesses ; les jugements sans appel cachent une bonne dose d’hypocrisie ; la vie consiste souvent à sauver les apparences et à s'y accrocher ; le rire est, dans bien des cas, la meilleure et parfois la seule réponse à la souffrance ».
Au sujet de sa défaite à l'obtention d'un second mandat de gouverneur, Clinton écrit : « le système ne peut absorber autant de changements d'un coup ; personne ne peut vaincre tous les intérêts établis en même temps ; et si on pense que vous avez cessé d'être à l'écoute, alors vous coulez ».

## Processus d'écriture
Le livre du président Clinton requiert à ce dernier environ deux ans et demi de travail : quatre mois pour rassembler de la documentation et esquisser les grandes lignes, et deux ans et deux mois pour la rédaction proprement dite. Il fut aidé dans cette tâche par Justin Cooper dont l'apport à l'ouvrage fut décisif aux yeux de Clinton : « il a organisé et récupéré des montagnes de documents, il a fait des recherches, il a corrigé beaucoup d'erreurs, et il a tapé le manuscrit encore et encore, à partir de plus de vingt gros cahiers de mes gribouillages illisibles ». Dans son interview au Late Show with David Letterman du 3 août 2004, Clinton précise : « j'ai écrit [le livre] à la main, laissé des blancs pour la recherche, lui [Cooper] faisait la recherche, l'insérait dans l'ordinateur, l'imprimait, puis nous corrigions […]. Chaque page de ce livre a probablement été remaniée entre trois et neuf fois ». Il ajoute que le manuscrit original « a été écrit entièrement à la main », représentant au total « 22 gros cahiers épais ».

## Accueil
Lors de sa sortie, l'ouvrage est critiqué pour sa longueur (1 008 pages pour l'édition américaine), ce qui donne lieu à une plaisanterie de l'humoriste Jon Stewart : « je dois avouer que je n'ai pas terminé entièrement le livre ; j'en suis à… la page 12 000 ». En 2007, le président George W. Bush a également déclaré avec humour que le livre faisait « 10 000 pages ou quelque chose comme ça ».
Une enquête télétexte menée en 2007 auprès des lecteurs britanniques révéla que 30 % des répondants qui avaient acheté ou emprunté Ma vie ne l'avaient pas lu ou avaient commencé à le lire mais ne l'avaient pas terminé. 
L'ancien conseiller de Clinton Dick Morris publia la même année Because He Could, un ouvrage très critique à l'égard des mémoires de l'ancien président, dans lequel il recensait les erreurs factuelles contenues selon lui dans Ma vie.
Monica Lewinsky, qui avait été impliquée dans un scandale sexuel avec Clinton du temps où elle servait comme stagiaire à la Maison-Blanche, commenta le livre en des termes peu flatteurs, accusant son auteur d'être un « révisionniste de l'histoire » et affirmant que ses espérances de voir Clinton revenir sur les déclarations mensongères qu'il avait faites à l'époque pour tenter de préserver la fonction présidentielle de la tourmente avaient été déçues.
Le quotidien français La Croix décrit l'autobiographie du 42e président américain comme « un livre dense, captivant, parfois même touchant et drôle ». Bien que réservé sur la deuxième partie de l'ouvrage, jugée « convenue », le commentaire est élogieux pour les pages consacrées à son action en tant que gouverneur : « c'est bien dans celles-ci que la plume du futur président est la plus légère. On sent qu'il a profondément aimé sa tâche. Il a apprécié d'être confronté à des problèmes concrets. On y voit d'où il tire ce sens du contact qui sera, plus tard, l'une des marques de fabrique de ses deux mandats présidentiels ».